# Bathytricha phaeosticha
Bathytricha phaeosticha är en fjärilsart som beskrevs av Turner 1931. Bathytricha phaeosticha ingår i släktet Bathytricha och familjen nattflyn. Inga underarter finns listade i Catalogue of Life.